# Pseudathyma lucretioides
Pseudathyma lucretioides is een vlinder uit de onderfamilie Limenitidinae van de familie Nymphalidae. De wetenschappelijke naam van de soort is voor het eerst geldig gepubliceerd in 1950 door Carpenter & Jackson.